# Lesná (Plzeň)
Lesná é uma comuna checa localizada na região de Plzeň, distrito de Tachov.